# Штиллинг, Бенедикт
Бенедикт Шти́ллинг (нем. Benedikt Stilling; 11 февраля 1810, Кирххайн — 28 января 1879, Кассель) — немецкий медик, анатом и хирург. Отец офтальмолога Якоба Штиллинга.

## Биография
В 1828—1832 годах изучал медицину в Марбургском университете и за диссертацию, трактующую об образовании искусственного зрачка в склеротике, получил степень доктора медицины. В 1833 году стал ассистентом Кристофа Ульмана при хирургической клинике в Марбурге, однако уже в том же году завершил академическую карьеру и получил назначение хирургом при земельном суде в Касселе. В 1840 году вышел в отставку (по некоторым данным, был вынужден это сделать из-за своего еврейского происхождения) и занялся исключительно практикой и научными исследованиями. После отставки он первоначально много путешествовал по Европе, некоторое время прожил в Париже и имел контакты со многими известными врачами своего времени, также жил в Лондоне, Эдинбурге и Вене. Под конец жизни вернулся в Кассель, где и умер.
В области хирургии Штиллинг приобрёл известность не только как практикующий хирург, но и изобретением разных хирургических методов. В области физиологии и анатомии он основал учение о вазомоторной нервной системе, изучил влияние нервов на распределение крови, доказал активное расширение сосудов и своими исследованиями над тончайшим строением спинного мозга, мозжечка и головного мозга стал одним из основателей анатомии центральной нервной системы; в честь его найденные им скопления серого вещества, дающие основание корешкам нервов головного мозга, получили название Штиллинговых нервных ядер.

## Основные работы
- «Physiologische, pathologische und medizinisch-practische Untersuchungen über die Spinalirritation» (Лейпциг, 1840);
- «Untersuchungen über die Functionen des Rückenmarks u. der Nerven» (там же, 1842);
- «Ueber Textur und Functionen der Medulla ablongata» (Эрланген, 1843);
- «Untersuchungen über den Bau und die Verrichtungen des Gehirns» (Йена, 1846);
- «Neue Untersuchungen über den Bau des Rückenmarks» (Кассель, 1859);
- «Untersuchungen über den Bau des kleinen Gehirns des Menschen» (2 вып., там же, 1864—1867);
- «Neue Untersuchungen über den Bau des kleinen Gehirns des Menschen» (5 выпусков, там же, 1878);
- «Die rationelle Behandlung der Harnröhrenstricturen» (там же, 1870—1872).